# Meroctena
Meroctena é um gênero de mariposa pertencente à família Crambidae.